# Карабутак (Росія)
Карабута́к (рос. Карабутак) — село у складі Адамовського району Оренбурзької області, Росія.

## Населення
Населення — 206 осіб (2010; 355 у 2002).
Національний склад (станом на 2002 рік):
- казахи — 93 %